# Dejan Radonjić
Dejan Radonjić (Titograd, República Federal Popular de Yugoslavia, 2 de febrero de 1970) es un exjugador, y entrenador de baloncesto montenegrino que actualmente entrena al Bahçeşehir Koleji S.K. de la liga turca.

## Trayectoria
Es un entrenador nacido en Montenegro que empezó a entrenar en el Buducnost Podgorica de su país. Allí completó un lustro de carrera hasta aterrizar en Belgrado con el Estrella Roja. Ha dirigido al equipo del Kombank Arena desde la temporada 2013, siendo la temporada 2015-16 la más exitosa con la clasificación para el Top-8 de la Euroleague.

## Clubs como entrenador
- KK Budućnost Podgorica (Serbia): 2006–2013.
- Selección de baloncesto de Montenegro: 2011.
- Estrella Roja de Belgrado (Serbia): 2013-2017.
- Bayern de Múnich (Alemania): 2018-2020.
- Estrella Roja de Belgrado (Serbia): 2021-2022.
- Panathinaikos BC (Grecia): 2022-2023.
- Bahçeşehir Koleji S.K. (Turquía): 2023-actualidad.

## Palmarés como entrenador
- 2× Liga Serbia de Baloncesto  (2015, 2016)
- 3× ABA Liga (2015, 2016, 2022)
- 6× Liga Montenegrina de Baloncesto  (2007–2012)
- 6× Copa Montenegrina de Baloncesto (2007–2012)
- 2× Radivoj Korać Cup (2014, 2015)
- Copa de Alemania (2018)
- Basketball Bundesliga (2018)

## Distinciones individuales
- Entrenador del año de la ABA Liga (2015)